# Chó ngao Nam Phi

Một con chó ngao Nam Phi

Chó ngao Nam Phi (Boerboel hay BB) là một giống chó ngao có nguồn gốc từ Nam Phi. Chúng là giống chó có khả năng đi săn những con thú to lớn và dữ tợn, những giống chó có tập tính không sợ hãi trước dã thú nhưng lại rất hiền và thông minh để là con vật nuôi trong mỗi hộ gia đình. Chúng được chọn lọc của tự nhiên để tạo ra giống chó này đã tồn tại và phát triển, chúng giống chó có khả năng bảo vệ kho tàng, bảo vệ gia chủ. Từ Boerboel có nghĩa là giống chó to của người Boer, có nguồn gốc rõ ràng là từ hay hay từ những giống chó.

## Lịch sử

### Thời Cổ đại
Nói đến nguồn gốc của giống chó Nam Phi người ta cho rằng tổ tiên của chó ngao Nam Phi không hề có dấu vết gì để lại nhưng rất có thể nó cùng khoảng thời gian với chó ngao Tây Tạng và Herodotus, Assiria và Babylon. Tại Assiria thì những chú chó đã từng được nuôi như những chiến binh là những bức tường bê tông bảo vệ. Khi người Assurbanipal tấn chiếm Ai Cập thì họ đã mang những con chó này tới những vùng đất mà vừa chiếm đoạt được.
Sau này Alexander Đại Đế cũng đã đưa chúng tới Châu Âu. Vào năm 326 trước công nguyên thì vị vua này đã có trong tay cả thảy 156 con có khả năng đi săn sư tử và voi do những người chuyên huấn luyện chó hoàng gia mang lại. Hiện tại người ta cho rằng trong dòng máu giống chó này có liên quan đến chó lông xoáy Nam Phi (Rhodesian Ridgeback) mặc dù không có lông gợn trên lưng nhưng bởi tính cánh và khả năng đi săn. Vào giai đoạn này thì việc phân chia thành hai nhánh rất rạch ròi nhóm chó ngao với mục đích chính là bảo vệ và là chiến binh còn thì nhóm chó săn thì chỉ dùng cho mục đích đi săn.
Cả hai giống chó này đều rất to và khoẻ và đều là chó làm việc chỉ khác nhau về hình dáng. Những đặc thù của các giống chó phương Tây ngày nay có thể được thừa hưởng từ hai nhóm chó này. Khoảng 600 năm trước thì những người Châu Âu đã có khuyng hướng cho lai tạo từ hai nhóm chó cơ bản này và đã cho ra những giống chó tốt và có sự tiến hoá theo chiều hướng khác nhau. Một số chỉ chuyên cho mục đích đi săn số còn lại thì dùng cho việc tha mồi, còn phần nhiều là để phục vụ cho mục đích bảo vệ và chăn gia súc.

### Tại châu Phi

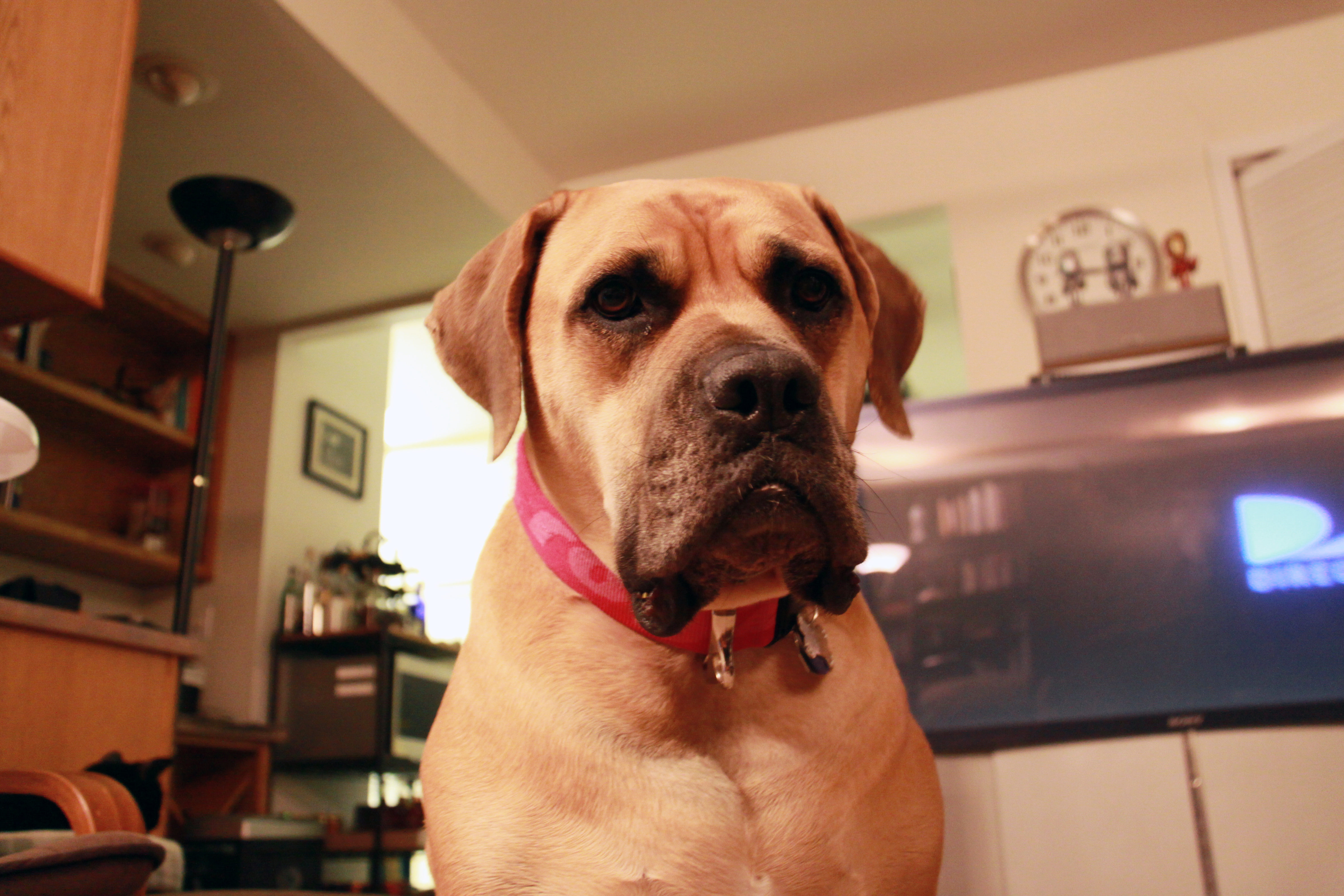
Một con chó ngao Nam Phi trong nhà bếp

Vào năm 1625 thì Jan van Riebeeck đã tới mũi Hảo Vọng có mang theo giống chó ngao để bảo vệ gia đình mình nơi vùng đất hoang mà ít người biết đến, nó rất to, nặng và được biết đến với cái tên “Bullenbitjer”. Vào thời gian này thì có khá nhiều giống chó to khoẻ có nguồn gốc và đặc điểm khác nhau từ các nước phương Tây mang tới Nam Phi. Khi những người đầu tiên đi khai hoang vùng đất mới và dựng lên những trang trại thì những chú chó bị bắt phải làm việc một mình. Sau thời gian ngắn do tự lai tạo với chó bản địa mà đặc tình của giống chó Assirian cổ xưa lại tái hiện. Quá trình chọn lọc tự nhiên khắc nghiệt của vùng đất này đã cho ra dòng máu của chó ngao Nam Phi ngày nay.
Ngaỳ đó thì không hề có bác sĩ thú y hay phương thuốc nào dành cho chó và chúng đã phải tự tìm cho mình những phương thuốc từ cỏ cây để có thể tồn tại và duy trì dòng giống về sau.Trong suốt thời gian đó thì Groot Trek đã rất trăn trở để có được giống chó mới như ý khi cho lai rất nhiều lần với những giống chó khác nhau và cuối cùng đã cho ra duy nhất giống chó to và khoẻ nhất đáp ứng được vai trò vừa là người bạn trong gia đình, người lao công, người bảo vệ và đồng thời là chiến binh sãn sàng chết vì gia chủ.

### Cận-Hiện đại
Bước sang thế kỉ 18 là giai đoạn tiếp theo thì giống chó ngao Nam Phi ngày càng ít người để ý đến và bị quên lãng và số lượng giảm nhưng được tinh lọc qua những lần cho giao phối của những người nuôi chó ngao Nam Phi từ các trang trại gần xa để có được những con ngao Nam Phi thuần chủng thực hiện được tốt mọi công việc trong nông trại và cho cả việc đi săn bắn. Hiệp hội các chủ nông trại và người nuôi ngao Phi đã được thành lập và ngững con chó Ngao Nam Phi được bảo tồn và chọn lọc. Sau đó chúng đã được chọn giống và phát triển đúng hướng và nhân rộng, số thành viên đã lên đến 900 thành viên khắp Nam Phi và Namibia. Vào tháng 11 hàng năm hiệp hội có tổ chức những cuộc thi chó ngao Nam Phi trên toàn lãnh thổ.
Từ những năm 1820 trở đi thì theo chân những người Anh đi khai phá những vùng đất mới Nam Phi là những con chó giống bò (BullDog) và chó ngao (Mastiff). Giống chó ngao bò (BullMastiff) đã có mặt chính thức tại vùng đất Nam Phi vào năm 1938 của ông De Beers là chủ nô có hàng trăm nô lệ làm công việc tìm kiếm những viên kim cương. Đầu những năm 1950 thì giống chó này đã được phát triển rộng khắp nơi và được lai tạo phổ biến với giống chó Bulldog chân dài và BullMastiff. Tháng 8nă 1990 một cuộc thi lớn đã diễn ra do vợ chồng nhà Lucas van der Merwe và Jannie Bouwer tổ chức thi cho 250 chú cho chó ngao Nam Phi tham gia vượt tổng chiều dài quãng đường 5500 km, và cuối cùng chỉ 72 con vượt được qua và được đăng nhận chính thức gia phả đầu tiên trong hiệp hội.

## Đặc điểm

Tổng thể một con chó ngao Nam Phi

Được mệnh danh là thợ săn sư tử và voi ở Nam Phi, BoerBoel luôn đứng đầu danh sách những chú chó to nhất thế giới, với trung bình một con có thể cao đến 60–70 cm và nặng 90 kg. Mặc cho vẻ ngoài cồng kềnh đáng sợ, BoerBoel thực chất lại là chủng loài rất hiền. Chúng thông minh, trung thành, bản tính lại vui vẻ và rất vâng lời chủ. Chúng có thể giúp trông trẻ, đỡ đần các công việc nặng nhọc ngoài đồng, trong hầm mỏ, làm chó giữ nhà hoặc cùng chơi đùa với các thành viên trong gia đình. BoerBoel là một người bạn đồng hành. Tuy nhiên một số kẻ đã lợi dụng sự thông minh, dễ huấn luyện và sức mạnh của giống chó này để biến chúng thành chó chiến trong các vụ cá cược phi phám. Vì vậy BoerBoel đã bị cấm sở hữu tại Đan Mạch.
Từ cổ xưa thì những con chó ngao Nam Phi xuất hiện với màu vàng nhạt và khuôn mặt có vài nếp nhăn, thân hình săn chắc luôn cùng lũ trẻ dạo chơi trên những thảo nguyên rộng lớn, cùng chăm sóc và bảo vệ những đàn gia súc, những trang trại trứơc những con báo hoa mai hung dữ, những đàn chó hoang. Với những bữa trưa là thịt thỏ nướng mà những con chó ngao Nam Phi này đã bắt được. Vào ban đêm thì nó có nhiệm vụ bảo vệ gia đình của nó trước những hiểm hoạ dã thú rình rập, những con chó ngao Nam Phi luôn trung thành với chủ và hết lòng vì công việc, đặc biệt là rất yêu quí trẻ nhỏ. Chúng rất hiếm khi sủa, nhưng khi đã sủa thì chắc chắn đã có điều gì đó cần được xem xét bên ngoài, chúng có sự oai vệ, dũng cảm nhưng không hề dữ dằn. Có khứu giác rất nhạy bén có thể đánh hơi con mồi từ rất xa đặc biệt với họ Mèo.
Chó ngao Nam Phi có thân hìmh rất cân đối, năng động và có vẻ ngoài rất cơ bắp, săn chắc mang tính hoang sơ. Con đực cao 64–70 cm, con cái cao 59–65 cm và có thể trạng từ 70–90 kg. Mặc dù có đường nét giống với một số giống ngao (Mastiff) nhưng chúng không ỳ trệ và lười biếng như một số giống có kích thước tương tự. Đặc biệt chúng có phần cơ từ vai trở lên rất khoẻ với cái cổ to săn chắc phù hợp với mục đích tấn công những con thú lớn như báo. Với cái đầu to, phần đỉnh đầu rộng và bằng, rất cân đối với cơ thể. Mõm chúng khoẻ và không quá ngắn với phần xương hàm rộng, có màu đen hoặc sẫm. Tai hình tam giác kích thước trung bình và cụp. Màu sắc có như vện, nâu, nâu đỏ, hoặc vàng nhạt có thể có những điểm trắng nhỏ ở ngực, đầu và bàn chân trên bộ lông ngắn rất dễ chăm sóc cho người nuôi giống chó này. 

## Tập tính

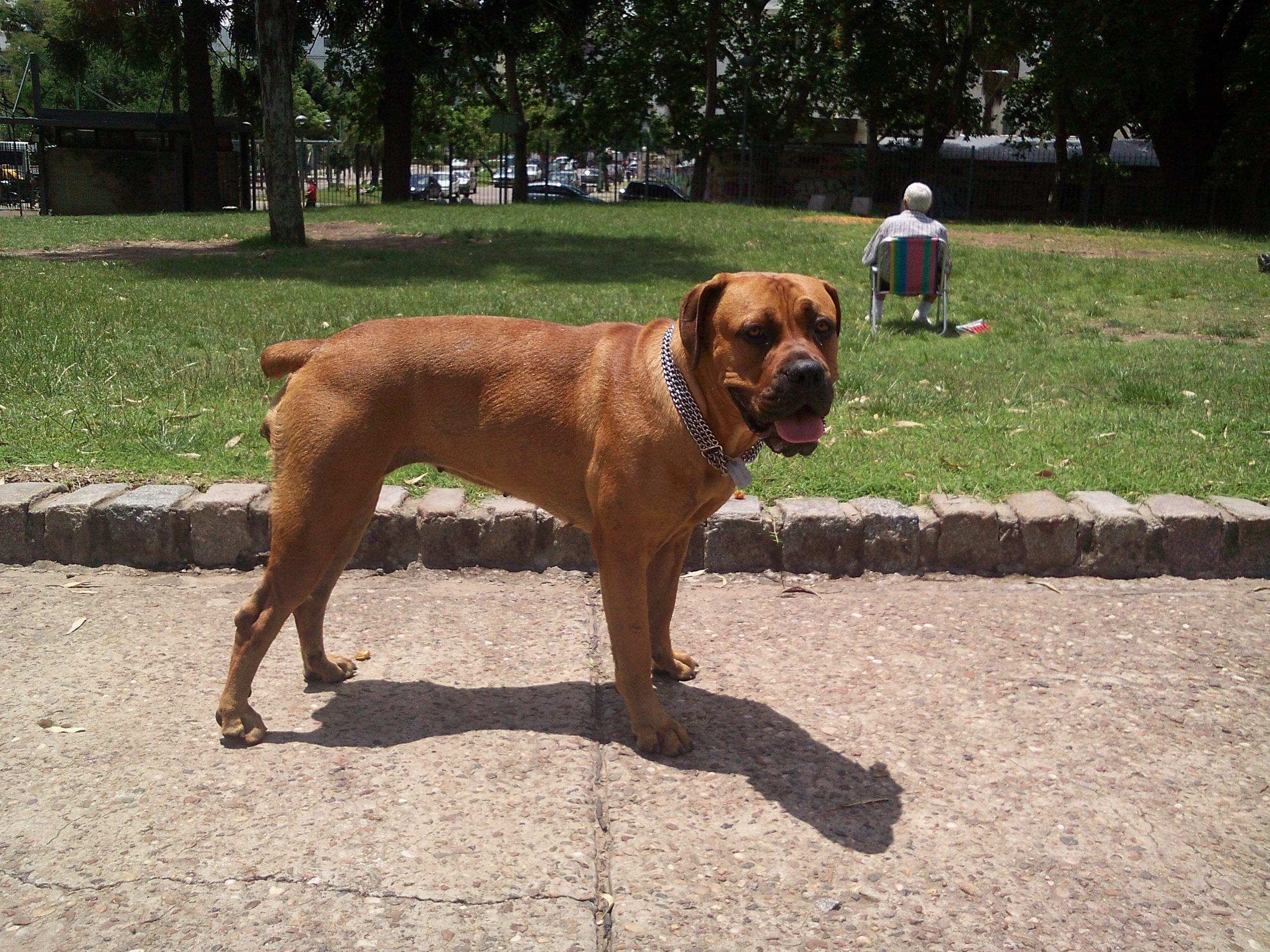
Chúng luôn trông chừng cho gia chủ được an toàn

Chó ngao Nam Phi giống chó rất đặc biệt bởi nó có thể càm nhận được tình trạng tâm lý và chia sẻ với gia chủ. Nếu cần một chú chó trung thành và có thể bảo vệ bằng mạng sống của nó thì với đặc tính này của chó ngao Nam Phi thì nó luôn xếp ở hàng đầu danh sách chọn nuôi chó vì chúng sẽ luôn chờ lệnh của chủ và sãn sàng hành động khi nó cảm thấy chủ bị đe doạ từ những kẻ nó không quen biết. Mỗi khi cô độc đi săn trong rừng nếu có chúng đi cùng thì sẽ thấy tự tin gấp đôi thước những nguy hiểm xung quanh, mà bản năng bảo vệ chủ của giống chó này đã biểu hiện ngay từ nhỏ.
Khi huấn luyện chú chó tấn công sẽ thấy được chúng có tiếng gầm gừ như một con sư tử, và bảo vệ với vẻ mặt vô cùng dữ tợn để đe doạ kẻ thù. Khả năng tồn tại trước những khác nghiệt của điều kiện khí hậu Nam Phi đã ăn vào máu các loài động vật ở đây và không ngoại trừ giống chó ngao Nam Phi được dùng để tấn công và săn đuổi những con báo Nam Phi, mà tổ tiên của nó đã từng con người đặt cho cái tên là "Leontix" nghĩa là con trai của sư tử. Ngày nay thì chúng có thể nuôi trong các gia đình có nuôi một số con vật nuôi khác như mèo, chim cảnh nếu dạy chúng hoà đồng từ nhỏ.
Đây là giống chó rất thông minh và linh hoạt, có khả năng tiếp thu nhanh các bài tập và có khả năng tập những bài tập khó và cần nhiều đến nguồn sức lực bền bỉ. Boerboel thường được biết đến với sức khoẻ tốt. Tuy nhiên, Boerboel có thể bị loạn sản xương hông hoặc loạn sản khuỷu tay, tăng sản âm đạo, lộn cổ tử cung (ectropion), và entropion. Gần đây, chứng động kinh vị thành niên (với các cuộc tấn công do thay đổi hoặc stress gây ra) đã xuất hiện trong giống chó săn ong. Hành vi và sự phối hợp của boerboel có thể thay đổi theo thời gian. Tuổi thọ trung bình của chó boerboel là mười năm.
Cần được huấn luyện từ khi còn nhỏ với những bài tập cơ bản và đơn giản, và thường xuyên cho đi dạo hoặc vui đùa những nơi rộng rãi, khi chúng còn nhỏ thì cần chú ý khi bên cạnh trẻ nhỏ vì do đùa nghịch mà những chú chó ngao Nam Phi con rất dễ ngậm tay chân làm đau bọn trẻ. Ngày nay thì chúng là con vật nuôi trong gia đình có thể chơi với bọn trẻ hàng giờ và với nhiệm vụ bảo vệ và chăm sóc những người chủ của nó. Chúng luôn thường trực khi bạn cần, luôn bảo vệ khi chủ gặp nguy hiểm và luôn chơi đùa với chủ khi rảnh rỗi. Nếu có những chuyến đi săn trong rừng thì thì yên tâm vì đã có một con chó ngao Nam Phi bên cạnh và sẽ không còn phải băn khoăn khi gặp thú dữ hay không kiếm được con mồi nào mang về làm chiến lợi phẩm. Ngoài ra chúng có khả năng canh gác kho tàng như những người lính thực thụ làm nhiệm vụ bảo vệ kho vũ khí bí mật quân đội. Với những tiếng gầm gừ như tiếng của những con sư tử khiến kẻ lạ phải sở hãi quên ngay ý định muốn xâm phạm tư gia.